# Мастерков, Александр Борисович
Алекса́ндр Бори́сович Мастерко́в (12 сентября 1921, Москва — 20 марта 1945, Баутцен) — командир звена 5-го гвардейского истребительного авиационного полка, гвардии старший лейтенант, Герой Советского Союза.

## Биография
Родился 12 сентября 1921 года в Москве в семье рабочего. Русский. Окончил 7 классов школы. После окончания школы ФЗУ при заводе «Динамо» работал на нём токарем. Одновременно учился в аэроклубе.
В Красной Армии с 13 марта 1940 года. В 1941 году окончил 2-ю Борисоглебскую Краснознамённую военную авиационную школу лётчиков имени В. П. Чкалова. Служил в ней лётчиком-инструктором. На фронтах Великой Отечественной войны с декабря 1942 года. Член ВКП(б) с 1943 года.
В составе 5-го гвардейского истребительного авиационного полка воевал под Харьковом. 23 июля 1943 года в бою с большой группой вражеских самолётов наши лётчики сбили 10 и подбили 5 самолётов. Из них на счету Мастеркова 2 Ju-87 и 1 Me-109. В июне 1944 года во главе звена привёл и заставил сесть на нашем аэродроме истребитель FW-190.
18 февраля 1945 года гвардии старший лейтенант Мастерков А. Б. вылетел во главе четвёрки Ла-7 на прикрытие наземных войск в районе города Губен. Барражируя в заданном районе, наши лётчики обнаружили 20 Ju-88 в сопровождении 4 FW-190. Пара Героя Советского Союза С. Г. Глинкина пошла в атаку на бомбардировщики, а Мастерков со своим ведомым атаковал «фокке-вульфы». Немецкие истребители не приняли боя и ушли в облака. Тогда Мастерков поспешил на помощь Глинкину. С первой атаки он и ведомый сбили по одному «юнкерсу». Остальные резко снизились и попытались уйти на бреющем. Мастерков бросился за ними. Догнав замыкающего, он выпустил очередь и сбил его. Затем зашёл в хвост другого и нажал на гашетку, но патроны кончились. Чтобы не дать противнику уйти, Мастерков подошёл вплотную и винтом отрубил ему хвостовое оперение. «Юнкерс» вошёл в штопор и врезался в землю. Мастерков благополучно совершил посадку на своём аэродроме.
К марту 1945 года совершил 195 боевых вылетов, в 40 воздушных боях сбил 15 самолётов противника лично и 2 в группе.
20 марта 1945 года во главе звена вылетел на сопровождение бомбардировщиков в район города Баутцен. Над целью в его истребитель Ла-5 попал зенитный снаряд. Самолёт загорелся. А. Б. Мастерков покинул его, но купол парашюта зацепился за киль падающего самолёта.
За мужество и героизм, проявленные в боях, указом Президиума Верховного Совета СССР от 27 июня 1945 года гвардии старшему лейтенанту Мастеркову Александру Борисовичу присвоено звание Героя Советского Союза.
Похоронен на Калитниковском кладбище в Москве.
Награждён орденом Ленина, 2 орденами Красного Знамени, орденами Отечественной войны 1-й и 2-й степени.

Могила Мастеркова на Калитниковском кладбище Москвы.

## Память
- В 1971 году в Москве одной из улиц в районе завода «Динамо» было присвоено имя А. Б. Мастеркова.
- На заводе «Динамо» в Москве установлена мемориальная доска.
- Имя Мастеркова носила пионерская дружина московской школы № 467.